# Dasyomma fulvum
Dasyomma fulvum är en tvåvingeart som först beskrevs av Philippi 1865.  Dasyomma fulvum ingår i släktet Dasyomma och familjen bäckflugor. Inga underarter finns listade i Catalogue of Life.